# Яхременки
Яхременки (укр. Яхременки) — село в Мельниковском сельском совете Валковского района Харьковской области, Украина.
Код КОАТУУ — 6321284021. Население по переписи 2001 г. составляет 34 (17/17 м/ж) человека.

## Географическое положение
Село Яхременки находится в начале балки Куцый Яр, в селе небольшой лесной массив (дуб), на расстоянии в 2 км расположены сёла Буряковое, Великая Губщина, Нестеренки, Рудой Байрак и Косенково, в 3-х км протекает река Орчик и в 4-х км река Грушевая.

## История
- 1850 — год основания.